# Richi M
Richard Moldovan kendt under sit kunstnernavn Richi M (født 22. marts 1974 i Ungarn) er en svensk musikproducer og DJ. Han er opvokset i Bergsjön-distriktet i Göteborg.
Han brød igennem i 1997 og har både udgivet sine egne sange og remixet andre kunstnere, herunder E-Type, Tess, Ayleen, Organ uden organer og Van.

## Diskografi

### Album
- Perfect World (1998; Fluid Records)
- Songs of Tomorrow (2000; Stockholm Records)
- Face the Future (2002; Stockholm Records)
- Singularity (2004; Alien Records)

### Singler
- Perfect World (1997; Fluid Records)
- 12th Planet(1998; Fluid Records)
- One Life to Live (1998; Fluid Records)
- Wake Me Up (1998; Fluid Records)
- Emaho (2000; Stockholm Records)
- Lovley Lily (2000; Stockholm Records/Fluid Records)
- Popcorn (2000; Stockholm Records)
- Inside of Me (2001; Stockholm Records)
- Face the Future (2002; Stockholm Records)
- Ederlezi feat. Ysa Ferrer (2004; Alien Records)[1]
- Touch the Sky (2005; Alien Records)
- Forever (2008)

## Eksterne links
- Richi M:s hjemmeside Arkiveret 2. juli 2007 hos  Wayback Machine
- Richi M på Discogs
- Richi M på EuroDanceHits.com Arkiveret 12. februar 2012 hos  Wayback Machine